# Тремевен (Кот-д’Армор)
Тремеве́н (фр. Tréméven, брет. Tremeven-Goueloù) — коммуна во Франции, находится в регионе Бретань. Департамент — Кот-д’Армор. Входит в состав кантона Плуа. Округ коммуны — Генган.
Код INSEE коммуны — 22370.

## География
Коммуна расположена приблизительно в 400 км к западу от Парижа, в 120 км северо-западнее Ренна, в 27 км к северо-западу от Сен-Бриё.
Река Леф образует западную границу коммуны.

## Население
Население коммуны на 2016 год составляло 338 человек.
| 1962 | 1968 | 1975 | 1982 | 1990 | 1999 | 2008 | 2016 |
| ---- | ---- | ---- | ---- | ---- | ---- | ---- | ---- |
| 280  | 311  | 290  | 247  | 286  | 277  | 341  | 338  |

## Экономика
В 2007 году среди 207 человек в трудоспособном возрасте (15—64 лет) 152 были экономически активными, 55 — неактивными (показатель активности — 73,4 %, в 1999 году было 69,2 %). Из 152 активных работали 139 человек (71 мужчина и 68 женщин), безработных было 13 (7 мужчин и 6 женщин). Среди 55 неактивных 13 человек были учениками или студентами, 30 — пенсионерами, 12 были неактивными по другим причинам.

## Достопримечательности
- Часовня Сен-Жак и фонтан (XV—XVI века). Расположена на пути паломников в Сантьяго-де-Компостела. Исторический памятник с 1909 года[3]
- Средневековый донжон Коатман. Исторический памятник с 1927 года[4]

## Фотогалерея

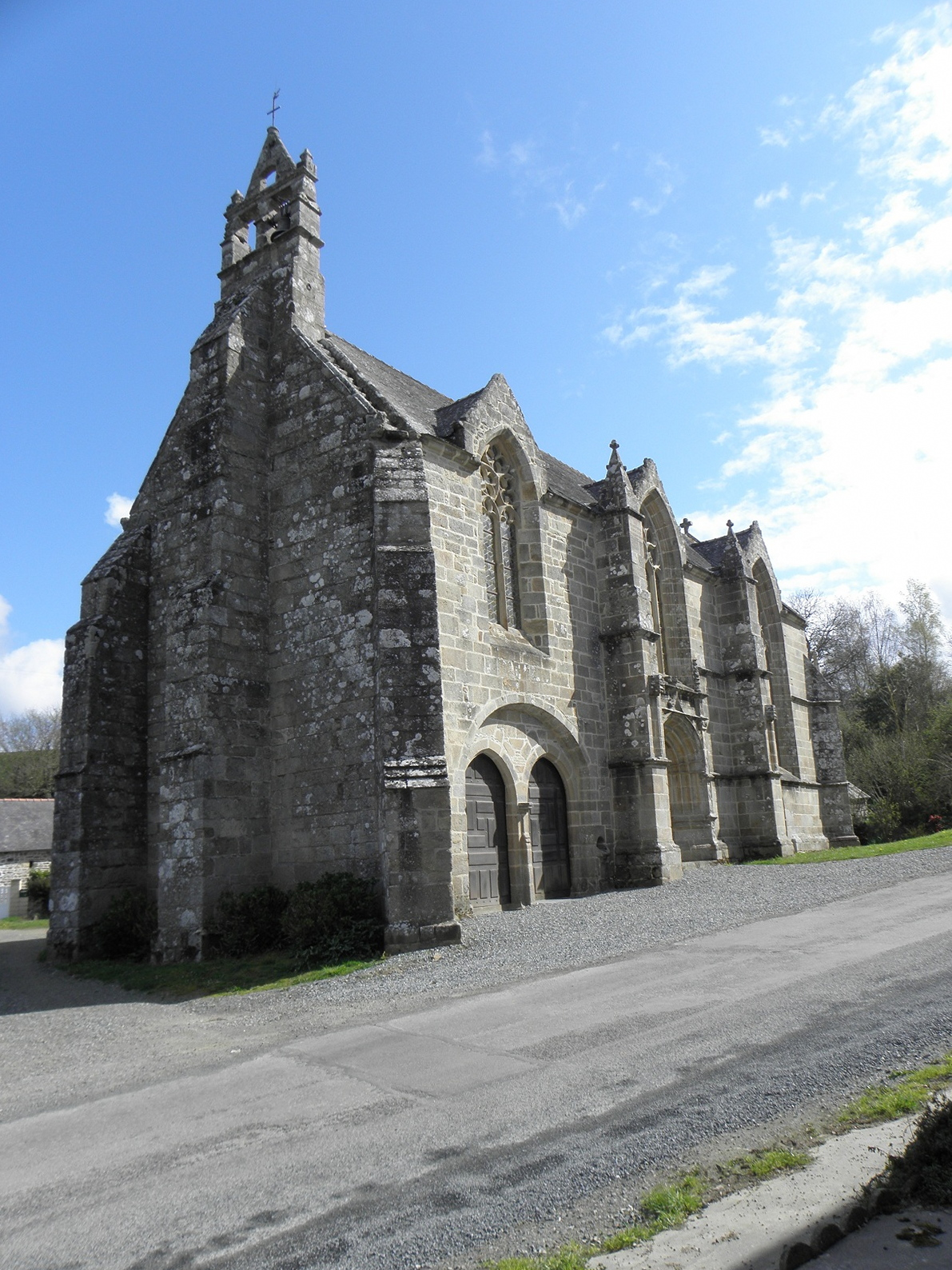
Часовня Сен-Жак
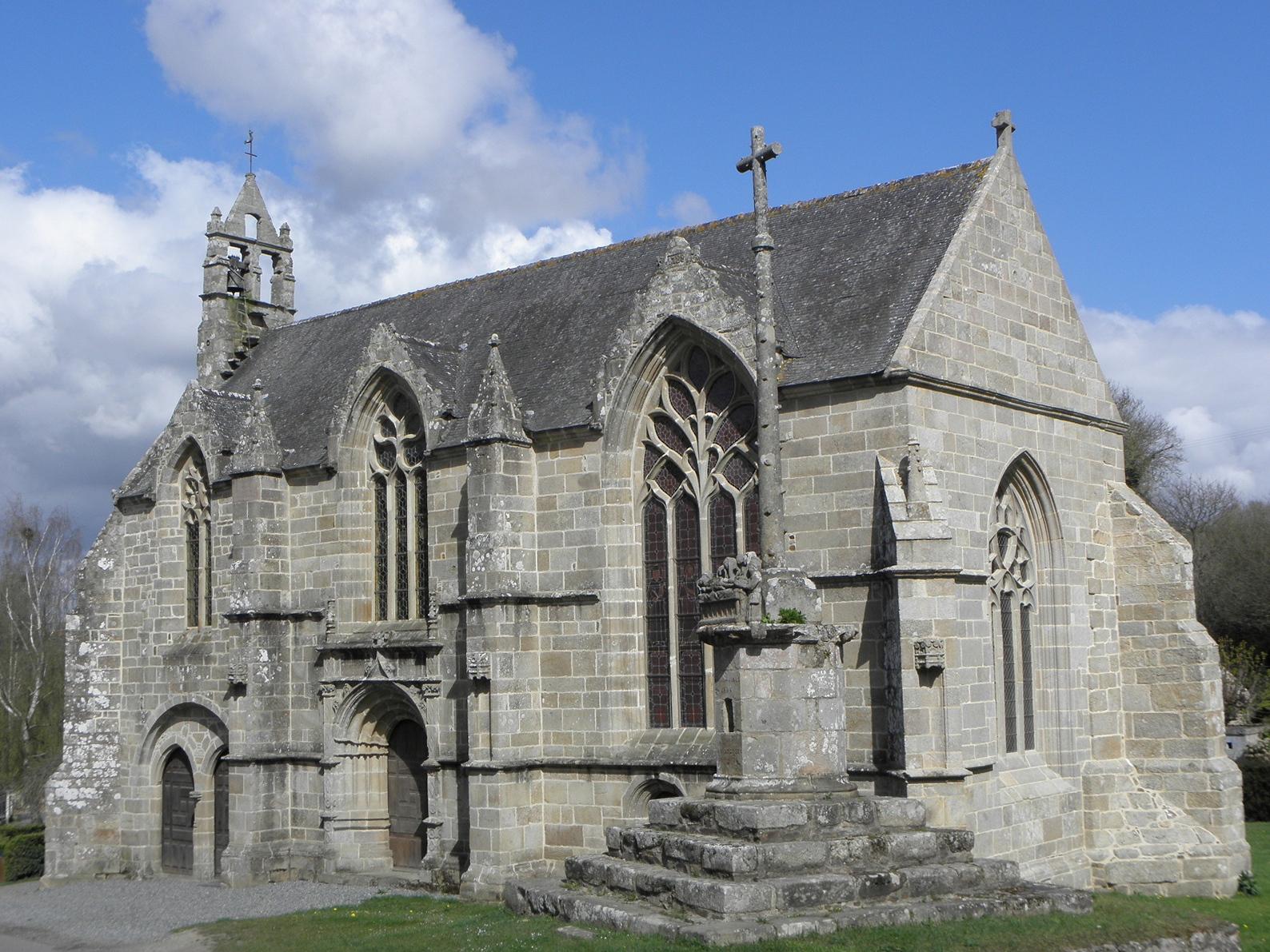
Часовня Сен-Жак
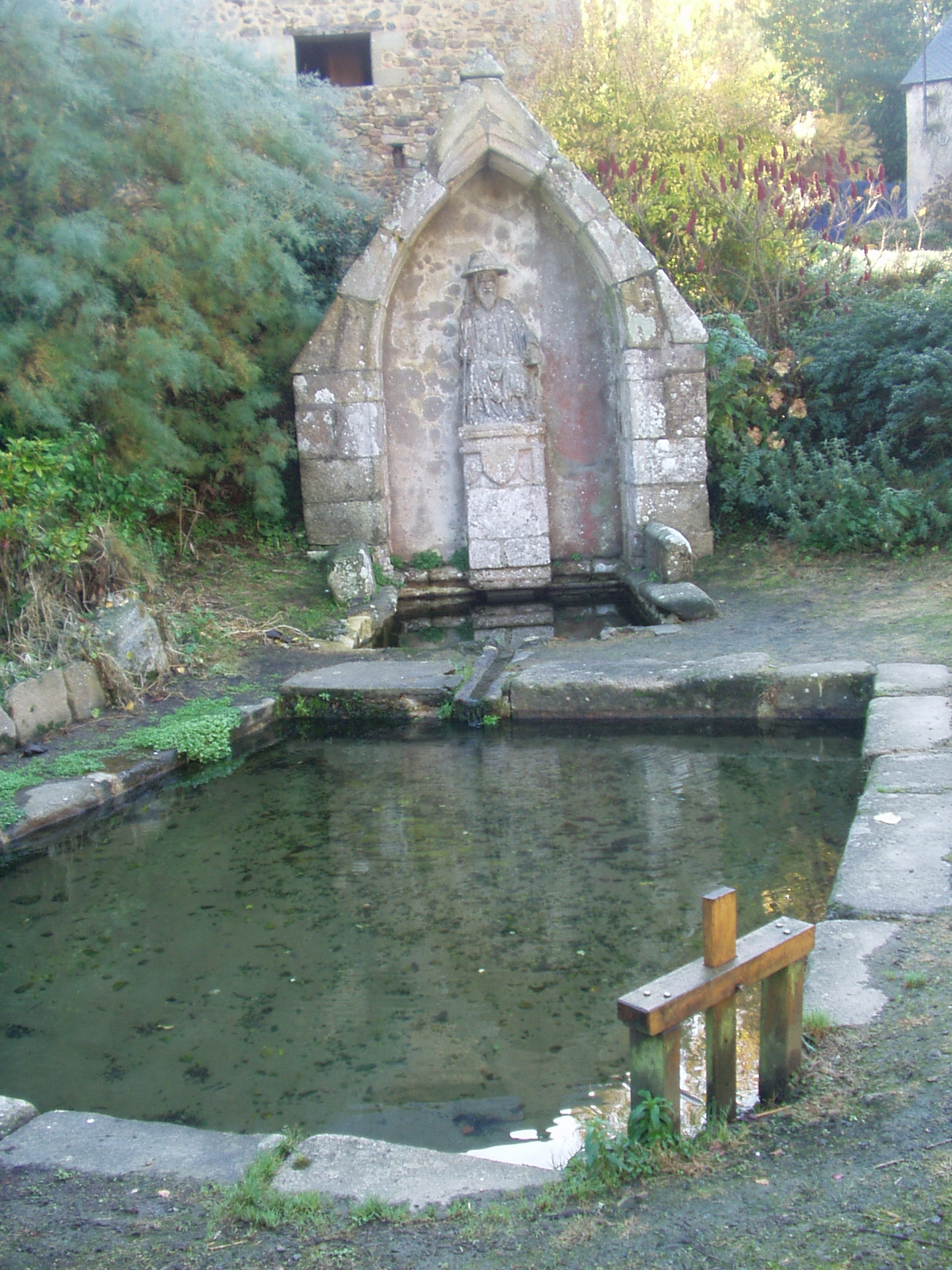
Фонтан
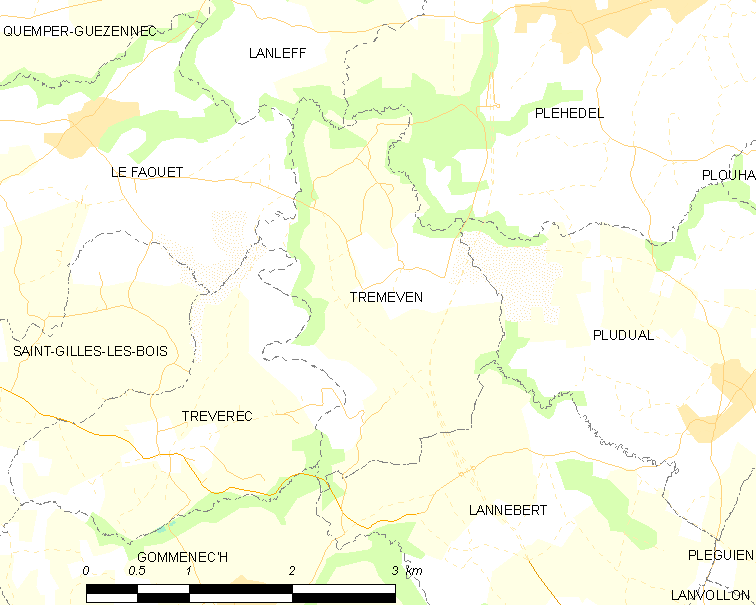
Карта коммуны